# 塔派區

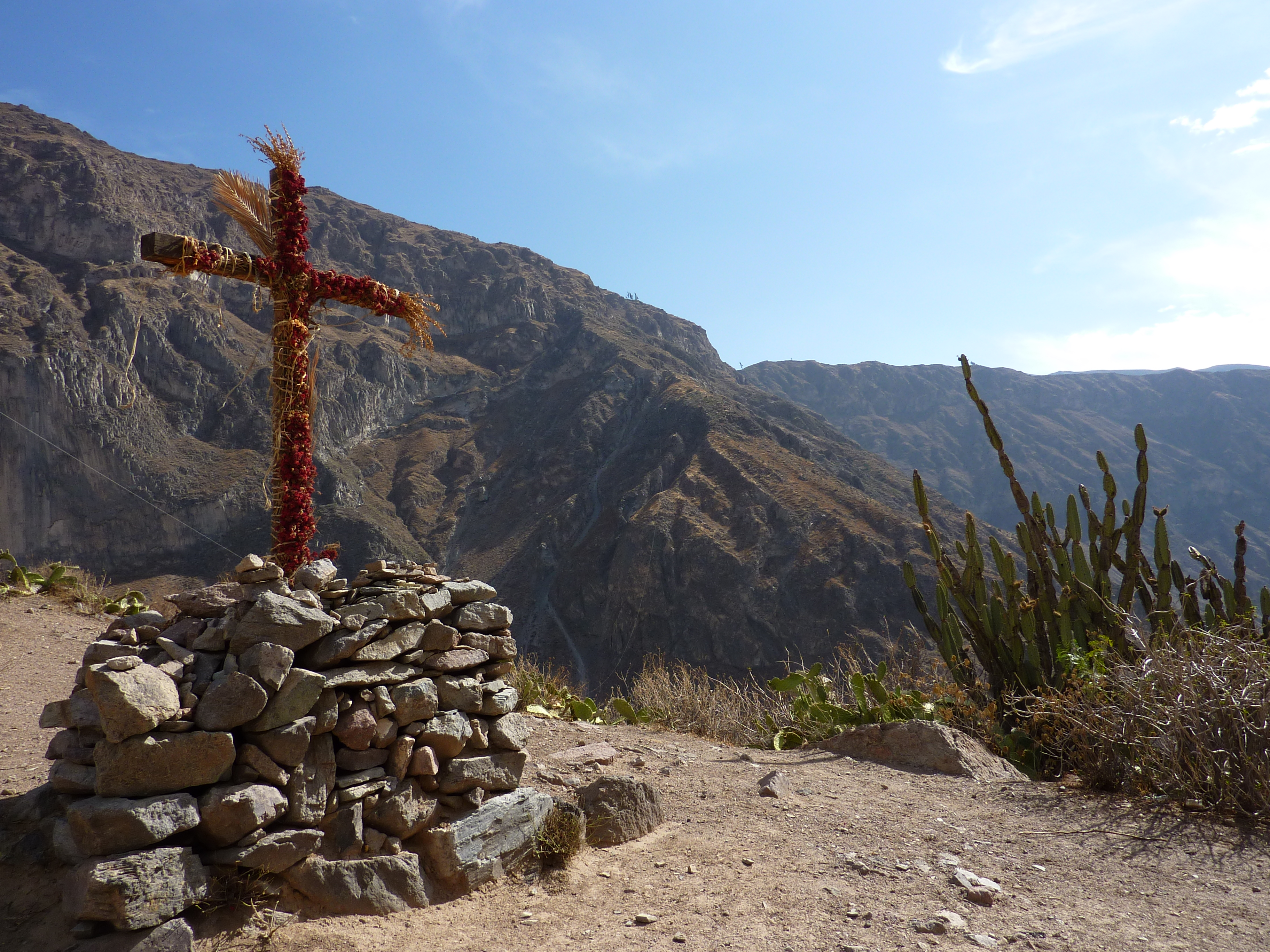

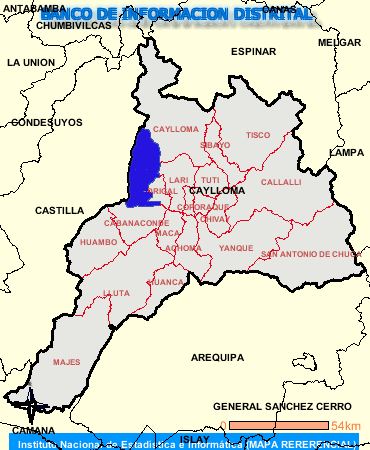

塔派區（西班牙語：Distrito de Tapay），是秘魯的一個區，位於該國南部阿雷基帕大區的卡伊尤馬省，面積420.17平方公里，海拔高度2,975米，2005年人口880，人口密度每平方公里2.1人。